# Edgar Báez
Edgar Feliciano Báez Fernández (Assunção, 21 de março de 1972) é um ex-futebolista paraguaio que jogava como atacante.
Atualmente, é dono de uma escola de futebol.

## Carreira
Atuou por Huracán e Racing Club (Argentina), 12 de Octubre, Guaraní, Cerro Porteño, Sol de América e Tacuary (todos do Paraguai) e Santos, entre 1996 e 1997, sendo campeão do Torneio Rio-São Paulo neste último ano.
A diretoria do Peixe pensou que havia contratado o atacante Richart Báez (apesar do sobrenome igual, ambos não possuem parentesco), indicado pelo técnico Vanderlei Luxemburgo, porém Chito foi anunciado em vez do então jogador do Avispa Fukuoka (Japão).
Foi o 4º jogador paraguaio a participar de pelo menos uma partida oficial pelo clube paulista. Um de seus melhores momentos durante sua passagem pelo Peixe foi o gol que definiu a vitória sobre o Figueirense, na Copa do Brasil de 1997. Marcou 7 gols pelo clube.
Pela Seleção Paraguaia, disputou 2 partidas em 1996, marcando um gol.

## Títulos
Santos
- Torneio Rio-São Paulo: 1997

Cerro Porteño
- Campeonato Paraguaio: 2001